# Puli (Nantou)
Puli (chinesisch 埔里鎮, Pinyin Pǔlǐ Zhèn, W.-G. P'u-li Chen, Pe̍h-ōe-jī Po·-lí tìn) ist eine Stadtgemeinde (鎮,  Zhèn) mit 86.000 Einwohnern im Landkreis Nantou in Zentraltaiwan.

## Lage und Klima
Puli liegt in etwa 380 bis 700 m Höhe über dem Meeresspiegel an der Westseite des taiwanischen Zentralgebirges. Die im nördlichen Teil des Landkreises Nantou gelegene Gemeinde gilt als geographisches Zentrum der Insel Taiwan. Der Kernort Puli liegt in einem vom Mei-Fluss (chinesisch 眉溪, Pinyin Méi xī) durchflossenen, gut 40 km² großen an allen Seiten von Bergen umgebenen Becken. Die Berge sind Xita im Osten, Baiye im Süden, Guanyin im Osten, Sanjiao im Norden und Guandao im Nordosten. Von diesen ist der letztgenannte mit 1924 Metern der höchste. Von den 162,227 km² sind etwa 120 km² Hügel- und Bergland (74 %) und 42 km² Ebenen (26 %). Die Nachbargemeinden von Puli sind Ren’ai im Osten, Yuchi im Süden und Guoxing im Westen.

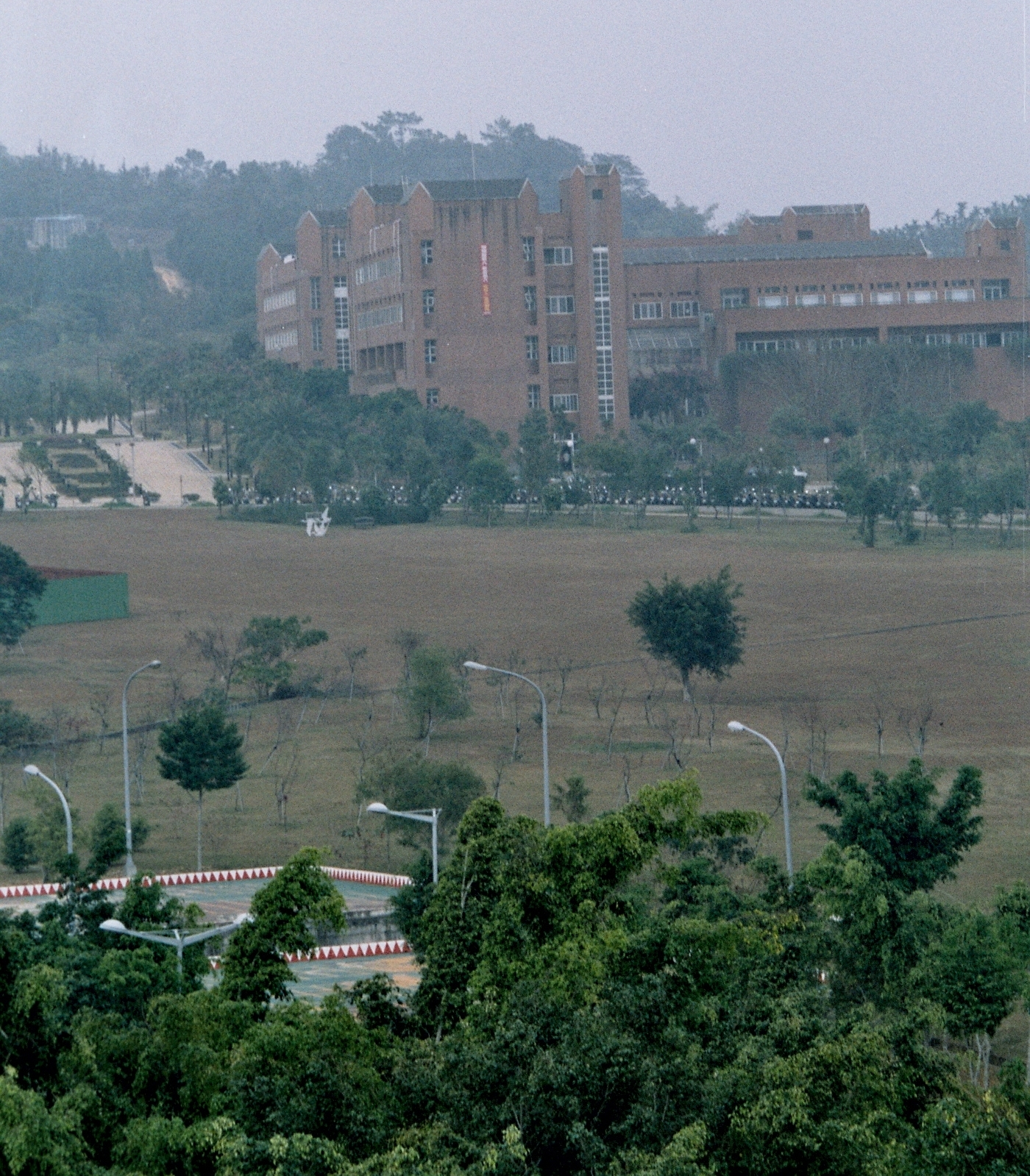
Chi-Nan-Nationaluniversität in Puli

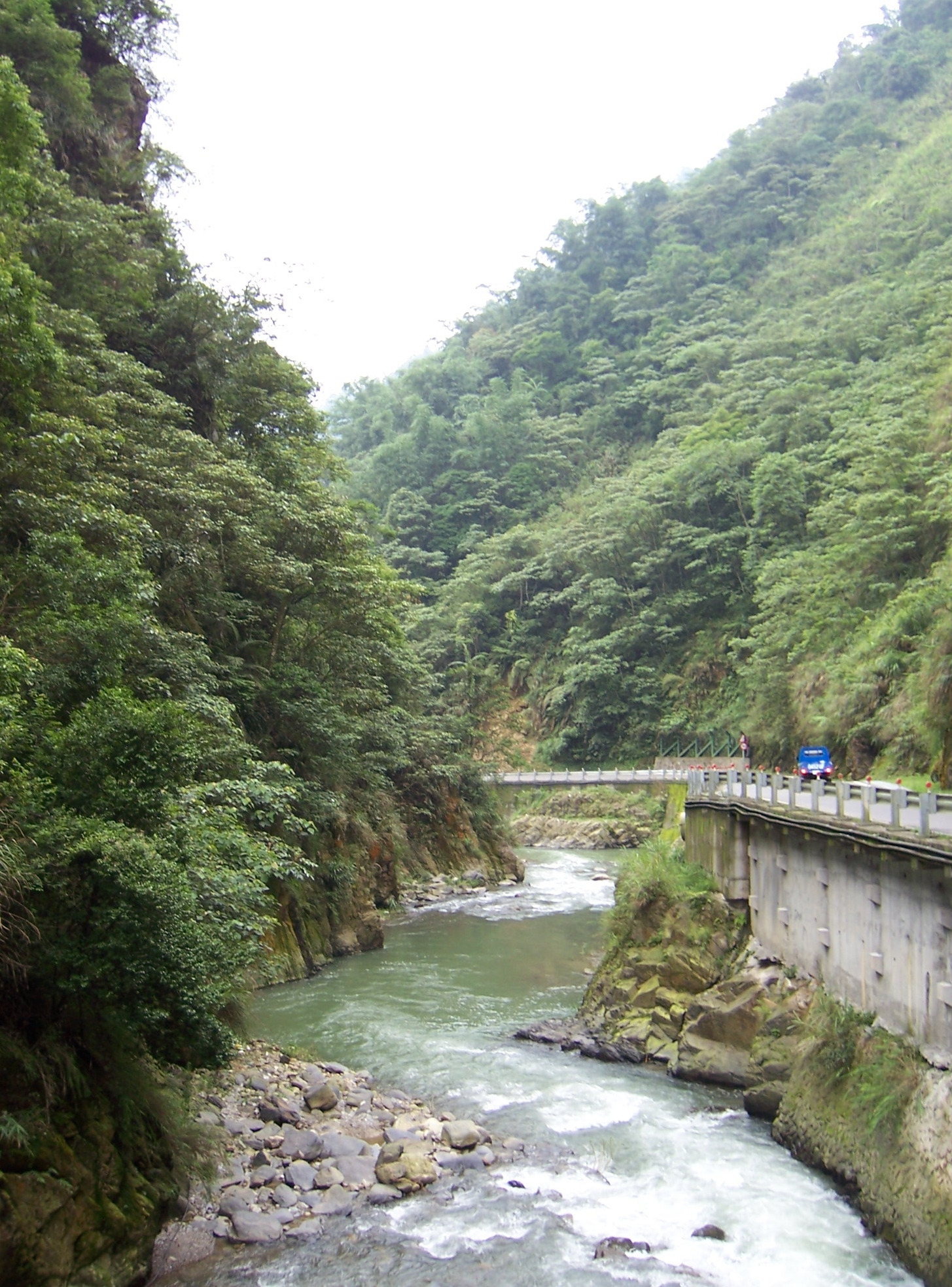
Der Fluss Nangang in Puli

Es herrscht ein mildes subtropisches Klima. Die Jahresdurchschnittstemperatur liegt bei 20 bis 21 °. Der kälteste Monat ist der Januar mit 10 ° und der wärmste der Juli mit 33 °C. Das Klima ist feucht mit einem Jahresniederschlag von etwa 2120 mm und durchschnittlich etwa 149 Regentagen. Die Monsun-Regenzeit liegt in den Sommermonaten, wobei Juli der mit 437 mm Niederschlag regenreichste Monat ist. Der November ist mit etwa 16 mm der regenärmste.

## Verkehr
Die Gemeinde ist Endpunkt der Autobahn 6, die seit 2009 eine Verbindung nach Westtaiwan in Richtung Taichung und Nantou darstellt. In West-Ost-Richtung wird das Gemeindegebiet durch die Provinzstraße 14 durchquert und in Nord-Süd-Richtung durch die Provinzstraße 21. Über die erstgenannte Straße ist Puli Ausgangspunkt der einzigen Straßenverbindung zwischen West- und Osttaiwan im Zentrum der Insel, einer Passstraße über den Hehuanshan in den Landkreis Hualien.

## Verwaltung
Puli ist in 33 Ortsteile (里, Li) untergliedert.

## Bevölkerung
Nach der amtlichen Statistik gehörten Ende 2017 insgesamt 3738 Personen den indigenen Völkern an. Das entsprach einem Prozentanteil von etwa 4,6 %.

## Landwirtschaft
Von Bedeutung ist der Zierpflanzenbau. Puli ist neben Tianwei im Landkreis Changhua das größte Anbaugebiet für Schnittblumen in Taiwan. Kultiviert werden Gipskräuter, Landnelken, Rosen, Gerbera jamesonii, Flamingoblumen, Orchideen, Dahlien, Chrysanthemen, Cymbidium, Lilien und Zantedeschien. Wirtschaftlich wichtig ist auch der Pilzanbau. Puli ist der mengenmäßig zweitgrößte Produzent von Speisepilzen (nach Xinshe in Taichung). Weitere bedeutsame Produkte sind Zuckerrohr, Winterrettich, Passionsfrucht und Wasserreis.

## Tourismus und Sehenswürdigkeiten

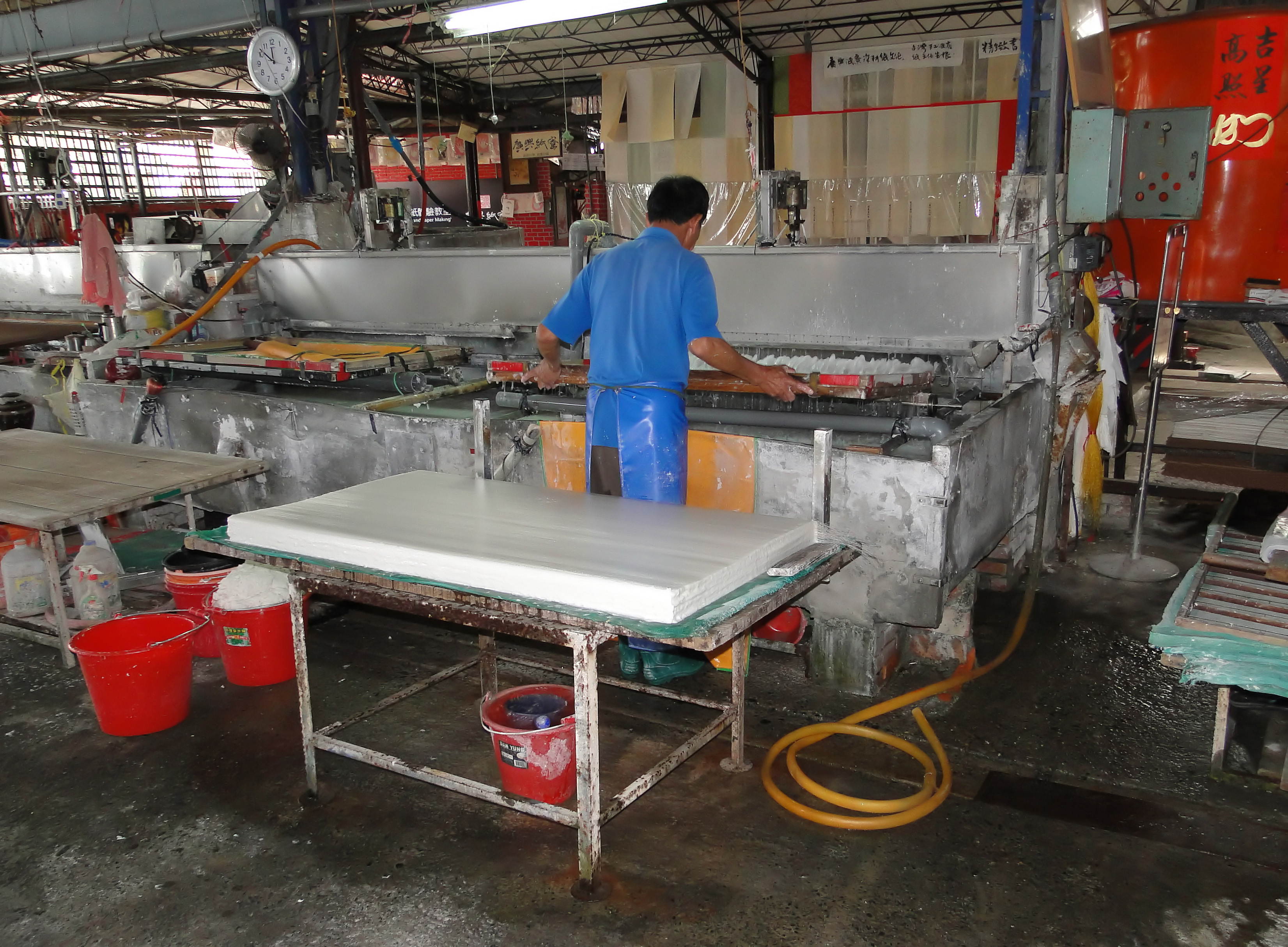
Papierherstellung in Puli

Seit der japanischen Kolonialzeit war Puli ein Zentrum der Papierherstellung. Der Hauptgrund hierfür war das hier reichlich verfügbare saubere Wasser. Die Papierindustrie ist seit etwa 1990 stark zurückgegangen. Nicht zuletzt waren auch Umweltbedenken dabei ausschlaggebend. Anstelle der Papierfabriken sind Schau-Papiermanufakturen getreten, in denen Touristen die Technik der Papierherstellung anschaulich gemacht wird. Ein weiteres, in Puli touristisch zu erfahrendes Handwerk ist die Herstellung von Chinalack. Der Lackbaum wurde 1911 zur Zeit der japanischen Herrschaft aus Vietnam nach Taiwan eingeführt. Ihre Hochzeit erlebte die Lackproduktion in Puli in den 1970ern, als 90 Prozent des In Taiwan produzierten Naturlacks aus Puli kamen. Nach den Zerstörungen von Taifun Wayne 1986 wechselten viele Bauern zum profitableren Betelnuss-Anbau. Synthetische Lacke verdrängten den Naturlack. Die Technik der Lackherstellung kann heute im Lack-Museum in Puli besichtigt werden.
Etwa 17 km südlich von Puli liegt der Sonne-Mond-See.

## Jiji-Erdbeben
Puli wurde erheblich durch das Jiji-Erdbeben 1999, dessen Epizentrum nur wenige Kilometer von der Stadt entfernt lag, zerstört. In der Stadt mit damals 88.271 Einwohnern wurden 181 Todesopfer gezählt, was die höchste Zahl unter allen Gemeinden des Landkreises Nantou war. Die Stadt wurde seither wieder neu aufgebaut.